# Diego García-Sayán Larrabure
Pour les articles homonymes, voir Larrabure.
Diego García-Sayán Larrabure, né le 2 août 1950 à Brooklyn (New York), est un homme politique péruvien.

## Biographie
Fils d'Enrique García Sayán, il est ministre de la Justice de 2000 à 2001, puis ministre des Affaires étrangères de 2001 à 2002
Il est président de la Cour interaméricaine des droits de l'homme de 2010 à 2014.

## Distinctions
- Grand-croix de l'ordre d'Isabelle la Catholique